# Liga a II-a 2019-2020
Liga a II-a 2019-2020 a fost cel de-al 80-lea sezon al Ligii a II-a, a doua divizie a sistemului de fotbal românesc.
Pe data de 12 martie 2020, Liga Profesionistă de Fotbal a decis suspendarea tuturor jocurilor aferente competițiilor oficiale organizate de FRF, LPF și AJF/AMFB. Datorită evoluției pandemiei de coronaviroză (COVID-19), FRF a decis ca sezonul actual să fie anulat, iar promovarea în Liga I 2020-2021 se va face printr-un sistem play-off alcătuit din primele șase echipe din clasament, cărora li se vor înjumătăți punctele acumulate. Play-off-ul a început pe 4 iulie și s-a terminat pe 2 august. În acest sezon, nicio echipă nu va retrograda.
UTA Arad a ieșit campioana acestei ediții, reușind totodată și promovarea în Liga I 2020-2021. Alături de ea a mai promovat și FC Argeș Pitești, formație ce a terminat pe locul 2. După ce a terminat pe locul 3, CS Mioveni a trebuit să dispute un baraj în dublă manșă împotriva formației de pe locul 14 (locul 8 din play-out) din Liga I 2019-2020 pentru a putea promova, însă a pierdut 1-3 la general, astfel că a rămas în Liga a II-a.

## Echipe

### Echipe participante
| Retrogradate din Liga I 2018-2019 - Concordia Chiajna - FC Dunărea Călărași Promovate din Liga a III-a 2018-2019 - SCM Gloria Buzău - Rapid București - Turris-Oltul Turnu Măgurele - CSM Școlar Reșița - FK Csíkszereda | Rămase din Liga a II-a 2018-2019 - CS Mioveni - UTA Arad - Viitorul Pandurii Târgu Jiu - Metaloglobus București - FC Argeș Pitești - Ripensia Timișoara - Sportul Snagov - FC Farul Constanța - ASU Politehnica Timișoara - Daco-Getica București (retrasă) - Pandurii Târgu Jiu - FC Petrolul Ploiești - FC Universitatea Cluj |

## Rezultate
| Oaspeți ► Gazde ▼                          | RAP | CON | TUR | PTH | RES | VII | ARG | GBZ | MGB | UTA | DUN | PET | CSI | RIP | SPS | UCJ | MIO | PAN | FAR |
| ------------------------------------------ | --- | --- | --- | --- | --- | --- | --- | --- | --- | --- | --- | --- | --- | --- | --- | --- | --- | --- | --- |
| Academia Rapid                             |     | 3–1 | 0–0 | 1–0 | 0–1 | 1–2 |     | 3–2 |     | 2–0 |     | 1–0 |     | 0–0 |     | 1–1 |     | 4–0 | 0–0 |
| Chiajna                                    | 1–3 |     | 0–3 | 2–1 | 2–1 |     | 1–1 |     | 1–1 |     | 1–0 |     | 1–0 |     | 2–0 |     | 1–1 |     | 2–1 |
| Turris-Oltul                               | 3–1 | 2–1 |     | 2–0 |     | 2–0 |     | 2–1 |     | 1–1 |     | 1–1 |     | 3–3 |     | 1–1 |     | 2–0 | 2–0 |
| ASU Politehnica Timișoara                  | 0–0 | 0–0 |     |     | 0–0 |     | 3–0 |     | 1–1 |     | 1–1 |     | 1–0 |     | 2–0 |     | 0–1 | 1–0 | 0–0 |
| Reșița                                     | 1–2 |     | 1–1 |     |     | 1–7 |     | 2–1 |     | 2–3 |     | 1–1 |     | 1–2 |     | 2–0 | 0–1 | 3–1 | 2–1 |
| Viitorul-Pandurii                          |     | 0–0 |     | 1–4 |     |     | 2–1 |     | 1–0 |     | 1–3 |     | 1–1 |     | 2–1 | 1–1 | 0–1 | 4–0 | 2–1 |
| CFC Argeș                                  | 0–2 |     | 3–2 |     | 3–2 |     |     | 3–1 |     | 0–0 |     | 1–1 |     | 1–2 | 3–0 | 1–0 | 1–1 | 2–1 | 2–2 |
| SCM Gloria Buzău                           |     | 2–1 |     | 0–1 |     | 0–0 |     |     | 1–2 |     | 3–1 |     | 1–0 | 3–3 | 7–0 | 0–0 | 0–2 |     | 2–0 |
| Metaloglobus                               | 0–0 |     | 1–0 |     | 1–0 |     | 0–0 |     |     | 1–1 |     | 1–2 | 3–0 | 3–0 | 3–0 | 2–0 |     | 0–1 | 1–0 |
| UTA Arad                                   |     | 1–0 |     | 1–0 |     | 2–0 |     | 3–0 |     |     | 3–0 | 3–0 | 3–0 | 3–0 | 4–0 |     | 1–1 |     | 1–0 |
| Dunărea Călărași                           | 0–0 |     | 3–2 |     | 2–1 |     | 1–2 |     | 3–1 | 1–0 |     | 1–3 | 2–1 | 1–1 | 3–0 | 0–3 |     | 4–0 | 1–1 |
| Petrolul                                   |     | 3–0 |     | 1–0 |     | 3–1 |     | 0–1 | 0–0 | 0–3 | 2–0 |     | 1–0 |     | 1–1 |     | 0–0 |     | 0–0 |
| Csíkszereda                                | 1–0 |     | 1–0 |     | 1–0 |     | 0–0 | 1–1 | 3–0 | 0–6 | 1–1 | 1–2 |     | 2–2 |     | 1–1 |     | 2–2 |     |
| Ripensia                                   |     | 2–1 |     | 1–1 |     | 0–0 | 1–2 | 1–2 | 3–0 | 2–1 | 1–1 | 0–1 |     |     | 3–1 |     | 0–5 |     |     |
| Sportul Snagov                             | 3–2 |     | 2–3 |     | 3–3 | 0–3 | 0–3 | 0–3 | 0–3 | 0–3 | 0–2 |     | 0–1 |     |     | 1–1 |     | 3–2 |     |
| U Cluj                                     |     | 2–1 |     | 0–0 | 1–1 | 3–0 | 1–1 | 0–2 | 1–2 | 1–1 |     | 4–0 |     | 1–1 |     |     | 2–2 |     |     |
| Mioveni                                    | 1–5 |     | 5–2 | 0–1 | 1–1 | 0–2 | 2–0 | 0–0 | 2–2 |     | 1–1 |     | 3–0 |     | 2–1 |     |     | 4–0 |     |
| Pandurii                                   |     | 0–0 | 0–1 | 0–3 | 1–4 | 0–0 | 0–4 | 0–0 |     | 2–5 |     | 0–1 |     | 0–0 |     | 0–1 |     |     |     |
| FC Farul Constanța                         | 3–1 | 3–1 | 0–1 |     |     |     |     |     |     |     | 1–0 | 0–0 | 2–0 |     | 1–0 | 3–2 | 2–0 | 5–0 |     |
| Câștigă gazdele; Remiză; Câștigă oaspeții. |     |     |     |     |     |     |     |     |     |     |     |     |     |     |     |     |     |     |     |

- ^1 – La masa verde.

## Clasament
| Loc | Echipă                    | Pct. | MJ | V  | E  | Î  | GM | GP | DG  | Calificare             |
| --- | ------------------------- | ---- | -- | -- | -- | -- | -- | -- | --- | ---------------------- |
| 1.  | UTA Arad                  | 50   | 23 | 15 | 5  | 3  | 49 | 13 | +36 | Calificare în Play-off |
| 2.  | Mioveni                   | 39   | 23 | 10 | 9  | 4  | 36 | 22 | +14 | Calificare în Play-off |
| 3.  | Turris-Oltul              | 39   | 22 | 11 | 6  | 5  | 36 | 25 | +11 | Calificare în Play-off |
| 4.  | CFC Argeș                 | 38   | 23 | 10 | 8  | 5  | 34 | 25 | +9  | Calificare în Play-off |
| 5.  | Petrolul                  | 38   | 23 | 10 | 8  | 5  | 23 | 20 | +3  | Calificare în Play-off |
| 6.  | Rapid                     | 37   | 23 | 10 | 7  | 6  | 32 | 20 | +12 | Calificare în Play-off |
| 7.  | Metaloglobus              | 37   | 23 | 10 | 7  | 6  | 28 | 20 | +8  |                        |
| 8.  | Dunărea Călărași          | 34   | 24 | 9  | 7  | 8  | 32 | 30 | +2  |                        |
| 9.  | SCM Gloria Buzău          | 33   | 23 | 9  | 6  | 8  | 35 | 27 | +8  |                        |
| 10. | FC Farul Constanța        | 33   | 23 | 9  | 6  | 8  | 27 | 20 | +7  |                        |
| 11. | Viitorul-Pandurii         | 33   | 22 | 9  | 6  | 7  | 30 | 25 | +5  |                        |
| 12. | ASU Politehnica Timișoara | 32   | 22 | 8  | 8  | 6  | 20 | 12 | +8  |                        |
| 13. | Ripensia                  | 28   | 23 | 6  | 10 | 7  | 28 | 34 | −6  |                        |
| 14. | U Cluj                    | 27   | 23 | 5  | 12 | 6  | 29 | 26 | +3  |                        |
| 15. | Reșița                    | 24   | 22 | 6  | 6  | 10 | 30 | 35 | −5  |                        |
| 16. | Chiajna                   | 24   | 22 | 6  | 6  | 10 | 20 | 30 | −10 |                        |
| 17. | Csíkszereda               | 22   | 23 | 5  | 7  | 11 | 17 | 33 | −16 |                        |
| 18. | Sportul Snagov (D)        | 9    | 24 | 2  | 3  | 19 | 16 | 62 | −46 | Retrasă din campionat  |
| 19. | Pandurii                  | 8    | 23 | 1  | 5  | 17 | 10 | 53 | −43 |                        |
| 20. | Daco-Getica (R)           | 0    | 0  | 0  | 0  | 0  | 0  | 0  | 0   | Retrasă din campionat  |

- ACS Daco-Getica București s-a retras din campionat pe 2 noiembrie 2019, drept urmare toate meciurile jucate au fost anulate.
- Sportul Snagov a fost exclusă din campionat ca urmare a neprezentării la două etape consecutive, respectiv meciurile cu Gloria Buzău (22 februarie) și Metaloglobus București (29 februarie), drept urmare toate meciurile viitoare vor fi pierdute la masa verde.

## Play-off
Comitetul de Urgență al FRF a validat joi, 14 mai, scenariul dezbătut și agreat de cluburile participante în Liga 2 prin care competiția va continua doar pentru cluburile clasate pe primele 6 locuri înaintea întreruperii cauzate de pandemia de coronaviroză (COVID-19). Astfel, cele 6 cluburi – singurele care au solicitat licența pentru participarea în Liga 1 în sezonul 2020-2021, astfel încât integritatea sportivă să nu aibă de suferit – vor disputa un play-off constând în 5 etape (o singură manșă), cu mențiunea că echipele de pe primele trei poziții vor disputa 3 din cele 5 jocuri pe teren propriu. Clasamentul va fi actualizat cu rezultatele din aceste ultime 5 runde în urma înjumătățirii punctelor acumulate până la data de 16 martie 2020.
Echipele clasate pe primele două locuri la finalul play-off-ului vor promova direct în Liga 1, în timp ce formația de pe poziția a treia va disputa cu joc de baraj cu locul 6 din play-out-ul Ligii 1.

### Echipele calificate
| Loc | Echipa         | Pct. |
| --- | -------------- | ---- |
| 1   | UTA Arad       | 25   |
| 2   | Mioveni        | 20*  |
| 3   | Turris-Oltul   | 20*  |
| 4   | CFC Argeș      | 19   |
| 5   | Petrolul       | 19   |
| 6   | Academia Rapid | 19*  |

Note
(*) - Au beneficiat de rotunjire prin adaos.

### Meciurile din play-off
| Oaspeți ► Gazde ▼                          | ARG | MIO | PET | TUR | RAP | UTA |
| ------------------------------------------ | --- | --- | --- | --- | --- | --- |
| CFC Argeș                                  | —   | 2–3 | —   | —   | —   | 1–1 |
| Mioveni                                    | —   | —   | 1–2 | —   | 0–0 | 0–2 |
| Petrolul                                   | 1–2 | —   | —   | —   | 0–0 | —   |
| Turris-Oltul                               | 0–0 | 0–1 | 0–0 | —   | —   | —   |
| Academia Rapid                             | 1–2 | —   | —   | 1–1 | —   | —   |
| UTA Arad                                   | —   | —   | 1–1 | 3–4 | 1–2 | —   |
| Câștigă gazdele; Remiză; Câștigă oaspeții. |     |     |     |     |     |     |

### Clasamentul play-off-ului
| Loc | Echipă          | Pct. | MJ | V | E | Î | GM | GP | DG | Promovare                                                |
| --- | --------------- | ---- | -- | - | - | - | -- | -- | -- | -------------------------------------------------------- |
| 1.  | UTA Arad (C, P) | 30   | 5  | 1 | 2 | 2 | 8  | 8  | 0  | Promovare în Liga I 2020-2021                            |
| 2.  | CFC Argeș (P)   | 27   | 5  | 2 | 2 | 1 | 7  | 6  | +1 | Promovare în Liga I 2020-2021                            |
| 3.  | Mioveni         | 27   | 5  | 2 | 1 | 2 | 5  | 6  | −1 | Calificare în baraj pentru promovare în Liga I 2020-2021 |
| 4.  | Turris-Oltul    | 26   | 5  | 1 | 3 | 1 | 5  | 5  | 0  |                                                          |
| 5.  | Petrolul        | 25   | 5  | 1 | 3 | 1 | 4  | 4  | 0  |                                                          |
| 6.  | Academia Rapid  | 25   | 5  | 1 | 3 | 1 | 4  | 4  | 0  |                                                          |

1. 1 2  CS Mioveni a beneficiat de rotunjirea prin adaos a punctelor.
2. 1 2  FC Rapid a beneficiat de rotunjirea prin adaos a punctelor.